# Zero Accident
Unter Zero Accident versteht man eine Sicherheitsphilosophie, die Unfälle nicht als unvermeidbar akzeptiert, sondern zum Anlass nimmt, Unfallursachen bzw. -faktoren zu analysieren und Verhinderungsmaßnahmen zu finden.

## Beschreibung
Eine Tätigkeit ist dann gemäß Zero Accident durchführbar, wenn trotz hoher statistischer Werte (mindestens sechsstellige, besser siebenstellige Wiederholungen) kein Unfall oder Beinaheunfall registriert wurde.
Wenn bei einer Tätigkeit ein Beinaheunfall oder Unfall passiert, dann wird eine Maßnahme dagegen ergriffen oder die Tätigkeit wird nicht mehr durchgeführt.
Der Begriff „unvermeidbares Restrisiko“ ist mit dem Begriff Zero Accident nicht vereinbar.
Es gibt Sportarten, die zurzeit noch nicht gemäß Zero Accident ausgeführt werden können (Rafting, Alpinsportarten, selbstgesicherte Hochseilgärten …).
Sehr wohl können toprope-gesicherte Hochseilgärten gemäß Zero-Accident-Philosophie betrieben werden.

## Beispiel einer Topropesicherung gemäß Zero Accident
Einige der notwendigen Maßnahmen umfassen:
- Die Sicherheitsanweisungen sind wörtlich niedergeschrieben (SOPs – Standard Operating Procedures).
- Es erfolgt ein laut ausgesprochener Check und Gegencheck durch einen zweiten Trainer (z. B. „Karabiner 1“ – „Karabiner 1.“ „Karabiner 2“ – „Karabiner 2.“).
- Die Verschlusskarabiner werden dabei manuell getestet, ob das Gate geschlossen ist.
- Das Sicherungspersonal wird gecheckt: „Sicherung Seil 1 bereit?“ – „Sicherung Seil 1 bereit.“ Seil 2 usw.
- Es werden immer zwei Verschlusskarabiner gegengleich verwendet.
- Die Gurtschlaufe ist doppelt geführt.
- Es werden jeweils zwei Personen pro Sicherungsseil eingesetzt.
- Es werden auch die Sicherungsseile in zwei unabhängigen Umlenkstationen doppelt geführt.
- Es werden alle Zwischenfälle (Critical Incidents) aufgeschrieben und ausgewertet (also wo etwas anders als geplant abläuft).

## Quelle
- Walter Siebert: Zero Accident. Qualitätsstandards für erlebnisorientierte Wirtschaftstrainings. 2. völlig überarbeitete und erweiterte Auflage. Ziel Verlag, Augsburg 2003, ISBN 3-934214-83-5.